# Washington Cucurto
Santiago Vega (Quilmes, 1973), conocido por su seudónimo Washington Cucurto, es un escritor y editor argentino. Su obra siempre recurre a las minorías y a los marginales, y ha sido traducida al alemán, portugués e inglés. Creó y dirige la editorial Eloísa Cartonera, un proyecto social que publica libros de autores latinoamericanos, los cuales son editados en cartón comprado a los cartoneros de Buenos Aires.

## Trayectoria
Mientras trabajaba en un supermercado como reponedor, un compañero de trabajo le recomendó que se interesara por la lectura. A partir de allí, Vega comenzó a adentrarse en lo que él llama "el mundo de la lectura". Compraba libros o se dirigía a la biblioteca a la salida del trabajo:

Ahí podía saltar de un autor a otro, leer la revista Sur... tenía el mundo adelante.

En 1997, con la aparición de su libro de poemas Zelarayán, (mezcla de televisión, cómic y política) irrumpió en la escena cultural argentina. Fundó junto a otros poetas (Rodolfo Edwards, Daniel Durand) el estilo narrativo llamado realismo atolondrado.
También incursionó en el llamado neobarroco con los poemarios La máquina de hacer paraguayitos y Veinte pungas contra un pasajero. Describió en sus novelas y poemas la inmigración dominicana, peruana y paraguaya de la década de 1990 en Buenos Aires, por lo cual Ricardo Piglia lo equiparó a Roberto Arlt y a Armando Discépolo. 
Su libro Cosa de negros exhibe un lenguaje fresco, lleno de neologismos cruzados de la jerga de los inmigrantes de países limítrofes y el mundo de las bailantas de cumbia.
En 1810. La revolución vivida por los negros, pretende desenmascarar la cara "obsculta" del general San Martín a quien el autor considera un "milico sudamericano, golpista, represivo, dictador y chorro como todos...". 
En 2005, 2006 y 2007, estuvo en Stuttgart (Alemania), becado por la Akademie Schloss Solitude, un ente público financiado por el gobierno del Bundesland alemán Baden-Württemberg.
La Unión de Periodistas de Cuba le otorgó la distinción Félix Elmuza, establecida por el Consejo de Estado cubano en honor al periodista integrante del Granma asesinado por la dictadura batistiana.
Comenzó a escribir crónicas deportivas en el diario Crítica, y en 2011, columnas sobre fútbol en ESPN.

## Obra

### Novelas
- Cosa de negros (2003)
- Noches vacías (2003)
- Panambí (2003)
- Fer (2004)
- Hasta quitarle Panamá a los yanquis, novela (2005)
- El amor es mucho más que una novela de 500 páginas (2008)
- El curandero del amor (2006)
- 1810. La revolución vivida por los negros (2008)
- Idalina. Historia de una mujer sudamericana (2009)
- Sexibondi (2011)
- La culpa es de Francia (2012)

### Cuentos
- La luna en tus manos (2004)
- Las aventuras del Sr. Maíz (2005)
- El Rey de la cumbia contra los fucking Estados Unidos de América (2010)
- Pulgas y cucarachas (2010)

### Poesía
- Zelarayán (1998)
- La máquina de hacer paraguayitos (1999)
- Veinte pungas contra un pasajero (2003)
- Hatuchay (2005)
- Como un paraguayo ebrio y celoso de su hermana (2005)
- Upepeté. Noticias del Paraguay (2009)
- El tractor (2009)
- Poeta en Nueva York (2010)
- Macanas (2009, bajo el seudónimo de Humberto Anachuri)
- El hombre polar regresa a Stuttgart (2010)